# Accidentally on Purpose
Accidentally on Purpose е рок албум на членовете на Deep Purple Иън Гилън и Роджър Глоувър, издаден през 1988 г.

### Страна 1
1. „Clouds and Rain“ – 4:03
2. „Evil Eye“ – 4:12
3. „She Took My Breath Away“ – 4:34
4. „Dislocated“ – 3:24
5. „Via Miami“ – 5:00

### Страна 2
1. „I Can't Dance to That“ – 4:26
2. „Can't Believe You Wanna Leave“ – 3:11 (Прайс)
3. „Lonely Avenue“ – 3:08 (Помус)
4. „Telephone Box“ – 5:18
5. „I Thought No“ – 3:34

### Бонус песни на CD
1. „Cayman Island“ – 3:56
2. „The Purple People Eater“ – 2:36 (Уоли)
3. „Chet“ – 4:17

## Състав
- Иън Гилън – вокал, валдхорна, хармоника
- Роджър Глоувър – бас, саксофон (сопрано)

и
- Док. Джон – пиано
- Джордж Йънг – саксофон, валдхорна
- Винъс Томас – китара, барабани, клавишни, вокали, беквокали
- Лълойд Ландсман – клавишни
- Джо Менона – саксофон, алтов обой
- Анди Нюмарк – барабани
- Ник Марок – китара
- Ира Зикел – китара
- Ранди Брекер – корна
- Кристин Фейт – вокали, беквокали
- Лидия Ман – вокали, беквокалищ
- Бет Съсман – вокали, беквокали

Категори:Музикални албуми от 1988 година